# Борис Малагурски
Борис Малагурски (Суботица, 11. август 1988) српски и канадски је филмски режисер, продуцент, сценариста, телевизијски водитељ и активиста. Поједини извори и аутори га сматрају за „српског Мајкл Мура”.

## Биографија
Син Бранислава Малагурског и Славице Малагурски, одрастао је у Суботици, на северу Србије. У интервјуу за прашки културни и политички магазин Књижевне новине (чеш. Literární noviny), изјавио је да су његови пореклом из пољског града Мала Гора (пољ. Mała Góra), додавши да се у 17. веку војник из тог града борио под командом Еугенa Савојског против Турака у бици код Сенте и након тога одлучио да остане у Суботици.
У својој емисији на Спутњику Малагурски је напоменуо да је изданак суботичке буњевачке породице Малагурски Ћурчић, која је дала адвоката Бабијана Малагурског, учитеља Ивана Малагурског, књижевницу Мару Ђорђевић-Малагурски и градоначелника Суботице Албу Малагурског.
Године 2005. емигрирао је у Канаду и снимио документарни филм о свом одласку из Србије који је назвао The Canada Project. Филм је приказан на Радио-телевизији Србије у оквиру емисије Мире Адања-Полак. У Канади је Малагурски 2008. организовао протесте против проглашења независности Косова и Метохије и добио подршку канадског новинара Скота Тејлора и ирске дипломате Мери Волш у прављењу документарног филма о људским правима на Косову.
Малагурски је постао канадски држављанин и остао у Канади до 2011. године, након чега се вратио у Србију, где тренутно живи и ради.

## Каријера
Године 2010, дневне новине Политика дале су Малагурском надимак „српски Мајкл Мур”, који су прихватили многи други медији.

### Филм
Косово: Можете ли замислити?2009. године, Малагурски је снимио документарни филм о Србима који живе на Косову и Метохији и о мањку људских права које имају на почетку 21. века. У филму су интервјуисани бивши канадски генерал Луис Макензи, бивши канадски амбасадор у Југославији Џејмс Бисет, бивши званичник УНМИК-а Џон Хаторн и економиста Мишел Чосудовски. Телевизијску премијеру је имао на руској сателитској ТВ мрежи РТ.
Тежина ланаца2010. године, Малагурски је снимио документарни филм „Тежина ланаца” који анализира улогу Сједињених Америчких Држава, НАТО-а и Европске уније у распаду Југославије. У филму су интервјуисани Џон Перкинс, Луис Макензи, Џејмс Бисет, Џон Боснић, Мишел Чосудовски, Бранислав Лечић, Веран Матић, Владе Дивац, Јадранка Рајхл-Кир, Раде Алексић, Весна Левар и други. Филм је приказан у биоскопима широм Аустралије, Канаде, САД и Србије, на фестивалима и на ТВ мрежама РТ, , РТВ БН и РТРС.
Претпоставка правде2012. године, Малагурски је ко-режирао (са Иваном Рајовић) документарни филм „Претпоставка правде” који се бави страдањем француског навијача Бриса Татона у Београду 2009. године, као и наводних пропуста у судском процесу у Србији који је вођен поводом тога. Телевизијска премијера филма је била у априлу 2013. године у оквиру емисије „Револуција” на Хепи ТВ у којој је гостовао и човек који је тврдио да је сведок инцидента, али никада није позван да сведочи пред судом.
Београд 2013. године, Малагурски је снимио филм „Београд”, документарни филм о главном граду Србије, који је премијерно приказан 19. октобра 2013. године у Сава центру. и емитован на РТС-у 20. октобра 2014. godine. У филму су интервјуисани многи познати Београђани, укључујући и тенисера Новака Ђоковића.
Тежина ланаца 22014. године је премијерно приказан нови документарни филм Малагурског „Тежина ланаца 2” у оквиру Монтекасино филмског фестивала у Јоханезбургу, Јужноафричкој Републици У филму су интервјуисани Ноам Чомски, Оливер Стоун, Карла дел Понте, Млађан Динкић, Вук Јеремић, Иво Јосиповић, Мирослав Лазански, Славко Кулић, Мајкл Паренти, Р. Џејмс Вулзи и други. Филм се бави темом последица неолибералних реформи на политику, економију, војску, културу, образовање и медије на простору бивше Југославије.
Косово: Моменат у цивилизацији
Септембра 2017. године, Малагурски је на светској премијери у Паризу, Француској представио документарни филм о српским манастирима на Косову и Метохији.
Лајкуј ме милион пута
2019. је Малагурски снимио свој први кратак играни филм, у којем главне улоге тумаче Никола Којо, Милош Биковић и Маја Шуша. Филм је премијерно приказан 29. марта 2019. године на 66. Мартовском фестивалу у Београду.
Тежина ланаца 3
Малагурски је снимио трећи део документарног серијала „Тежина ланаца” у којем се бави начином на који корпоративни и политички интереси угрожавају здравље и опстанак људи. У филмском трејлеру објављени су исечци интервјуа са Џефријем Саксом, Ноамом Чомским и Катрин Јакобсдоутир. Филм је доживео светску премијеру у Чикагу 28. септембра 2019.
Црна Гора: Подељена земља
2020. године, Малагурски је снимио нови документарац под називом „Црна Гора: Подељена земља”. Теме филма су националне поделе у Црној Гори, насилна промена идентитета, напад на Српску православну цркву и диктатура Мила Ђукановића. Филм је снимљен уз благослов упокојеног Митрополита црногорско-приморског Амфилохија Радовића.
Република Српска: Борба за слободу
У новембру 2020. године, Малагурски је званично потврдио да се спрема нови документарац који ће се бавити историјом и стварањем Републике Српске.

### Телевизија
Од 2013. до 2015. године Малагурски је био уредник и водитељ „Револуције”, недељне ТВ емисије на Хепи ТВ. Емисија је садржала документарне сегменте и интервјуе са званичницима, страним и домаћим експертима, као и обичним грађанима Србије. Хепи ТВ није саопштила званичан разлог укидању емисије.
Од 2015. до 2017. године, Малагурски је био уредник и водитељ емисије "Глобално" на РТВ БН, која се бавила "глобалним темама из домаће перспективе." Од маја 2017. до децембра 2018, Малагурски је уређивао и водио емисију кратког формата за новинску агенцију Спутњик Србија под називом "Малагурски за Спутњик", која се бавила домаћим и међународним темама. Током 2018. године је био и уредник и водитељ емисије "Clipart with Boris Malagurski" на енглеском језику за међународну телевизијску мрежу РТ, у којој је анализирао глобалне теме.
Од 2019. године, Малагурски је уредник и водитељ недељне емисије кратког формата "Малагурски укратко" на Слободној Телевизији, у којој се махом бави домаћим темама.
Малагурски се повремено појављује као дописник ТВ мреже РТ, на којој говори о темама везано за простор Балкана, као и на Прес ТВ у којој коментарише европске и блискоисточне теме.

## Активизам
Октобра 2011. године, Малагурски је приказао свој филм „Тежина ланаца” на барикадама на Јарињу на административном прелазу између Косова и Централне Србије, што је изјавио да је био знак подршке Србима који се боре за своја права у покрајини.
Јуна 2012. године, Малагурски је учествовао у протесту испред зграде Радио-телевизије Србије на којем се захтевао крај „организованог медијског мрака” у Србији и емитовање филма „Тежина ланаца” на јавном сервису Србије. Пред више стотина демонстраната, Малагурски је рекао да је Александар Тијанић, тадашњи генерални директор РТС-а, њему рекао да иако је „Тежина ланаца” добио позитивну оцену, не може да се прикаже на РТС-у зато што је претходно приказан на Хепи ТВ. Малагурски је тврдио да су приказани само сегменти из филма, не и цео филм, што је поткрепио потврдом из Хепи ТВ.

## Дела

### Филмографија
- (2005)
- Косово: Можете ли замислити? (2009)
- Тежина ланаца (2010)
- Претпоставка правде (2012)
- Београд (2013)
- Тежина ланаца 2 (2014)
- Косово: Моменат у цивилизацији (2017)
- Лајкуј ме милион пута (2019)
- Тежина ланаца 3 (2019)
- Црна Гора: Подељена земља (2021)
- Република Српска: Борба за слободу (2022)

### Телевизијске емисије
- Револуција (Хепи ТВ, 2013—2015)[58]
- Глобално (РТВ БН, 2015—2017)
- Малагурски за Спутњик (Спутњик Србија, 2017—2018)
- ClipART with Boris Malagurski (РТ, 2018)
- Малагурски укратко (Слободна телевизија, 2019—2020)
- Big Stories & Beyond са Борисом Малагурским (РТ, 2020—данас)

## Награде и пројекције
- Млади Аутори Европе, 2005 — за „Пројекат Канада”, Међународни филмски фестивал, Палић, Србија[59]
- Млади Аутори Европе, 2005 — за „Време Је”, Међународни филмски фестивал, Палић, Србија[59]
- Победник, Сребрна Палма, 2009 — за „Косово: Можете ли замислити?”, Mexico International Film Festival, Розарито, Мексико[60]
- Званична селекција, 2009 — за „Косово: Можете ли замислити?”, BridgeFest International Film Festival, Источно Сарајево, Босна и Херцеговина[61]
- Званична селекција, 2011 — за „Тежина ланаца”, BELDOCS Међународни фестивал дугометражног документарног филма, Београд, Србија[62]
- Званична селекција, 2011 — за „Тежина ланаца” Raindance Film Festival, Лондон, Велика Британија[63]
- Званична селекција, 2011 — за „Тежина ланаца”, Moving Images Film Festival, Торонто, Канада[64]
- Званична селекција, 2011 — за „Тежина ланаца”, International Festival of New Latin American Cinema, Хавана, Куба[65]
- Званична селекција, 2011 — за „Тежина ланаца”, Ann Arbor Docu Fest, Ен Арбор, Сједињене Америчке Државе
- Званична селекција, 2013 — за „Београд”, Montecasino Film Festival, Јоханезбург, Јужноафричка Република[66]
- Званична селекција, 2014 — за „Тежина ланаца”, BANEFF, Осло, Норвешка[67][68]
- Званична селекција, 2014 — за „Тежина ланаца 2”, Montecasino Film Festival, Јоханезбург, Јужноафричка Република[69]
- Званична селекција, 2015 — за „Тежина ланаца 2”, BANEFF, Осло, Норвешка[70]
- Званична селекција, 2015 — за „Тежина ланаца 2”, Subversive Festival, Загреб, Хрватска[71]
- Званична селекција, 2015 — за „Тежина ланаца 2”, Raindance Film Festival, Лондон, Велика Британија[72]
- Званична селекција, 2019 — за „Лајкуј ме милион пута”, Мартовски фестивал, Београд, Србија[33][73]
- Званична селекција, 2020 — за „Тежина ланаца 3”, ДОК#2 фестивал, Београд, Србија[74]